# Burg Lösnich

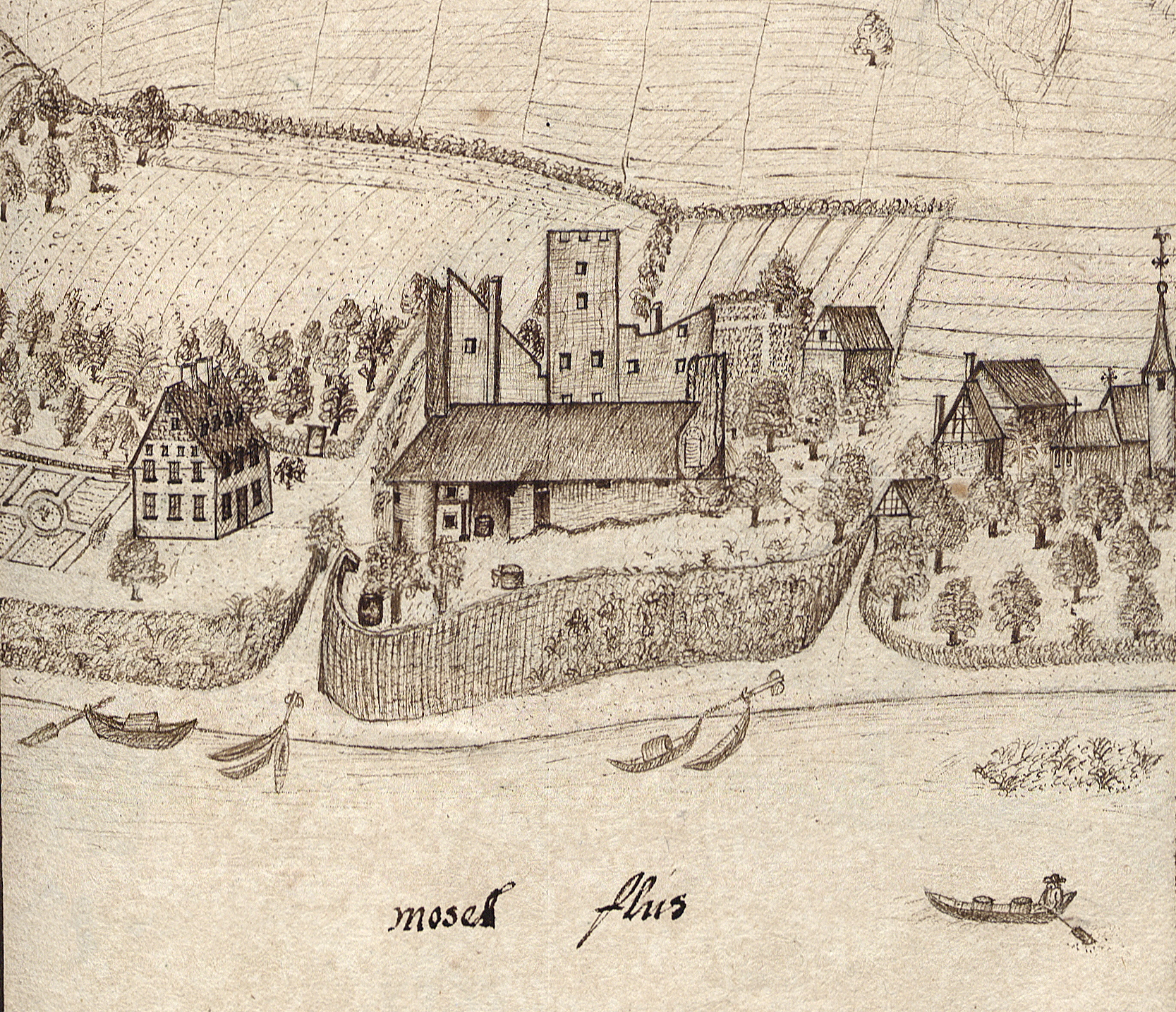
Die 1652 niedergebrannte Burg im Jahr 1689

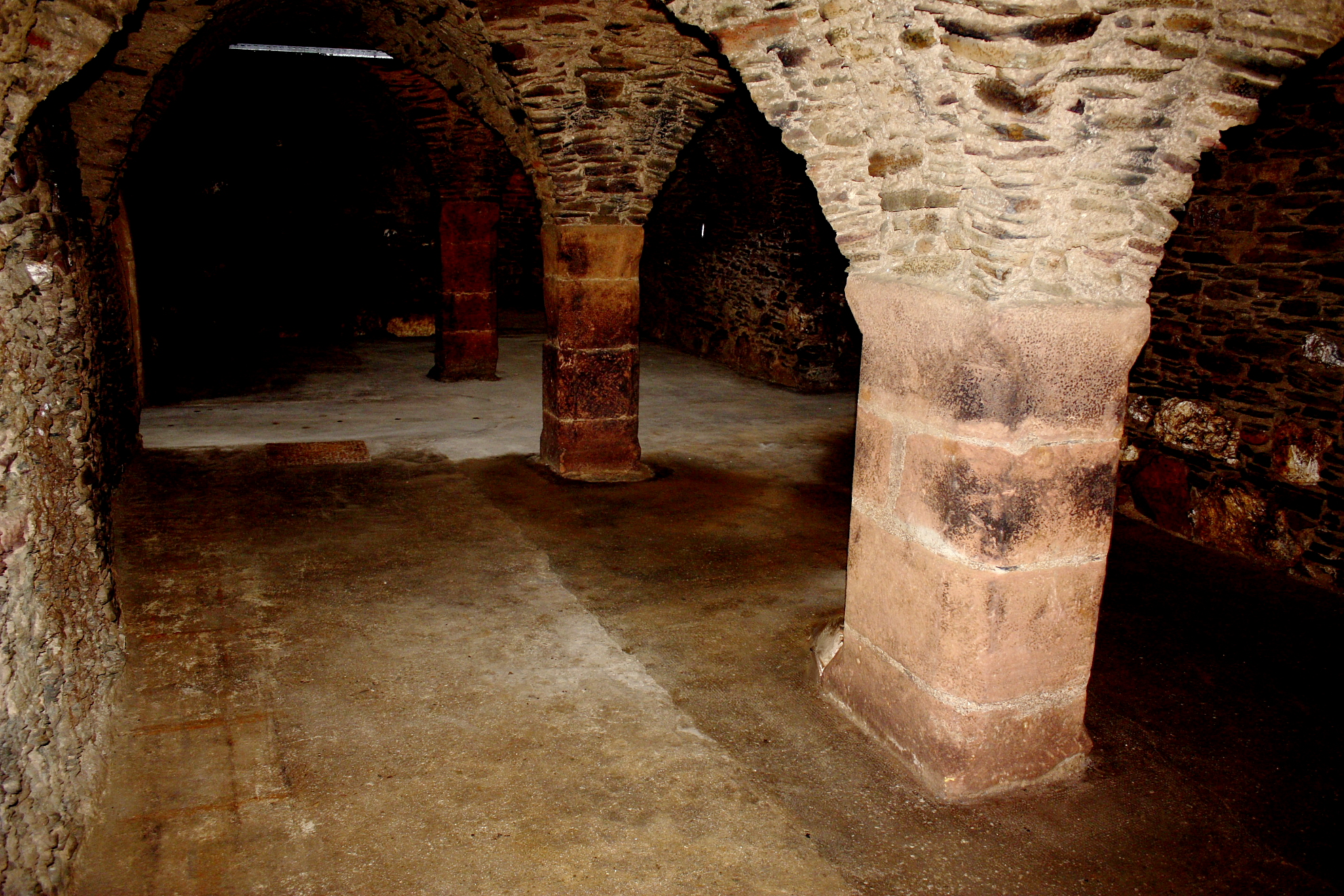
Innenansicht aus 2013 vom historischen Keller der alten Burg

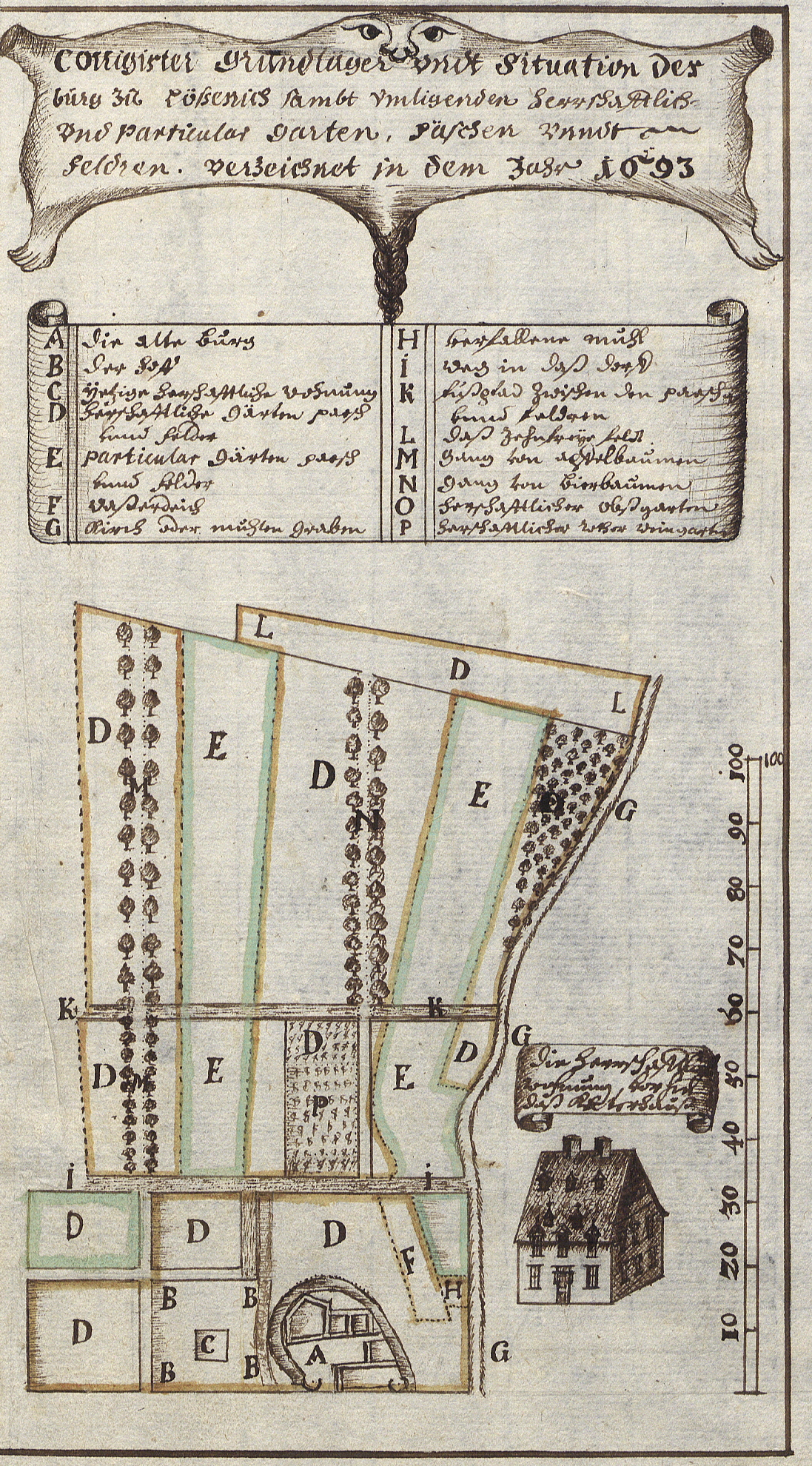
Lageplan der Burg Lösnich in einer Darstellung von 1693

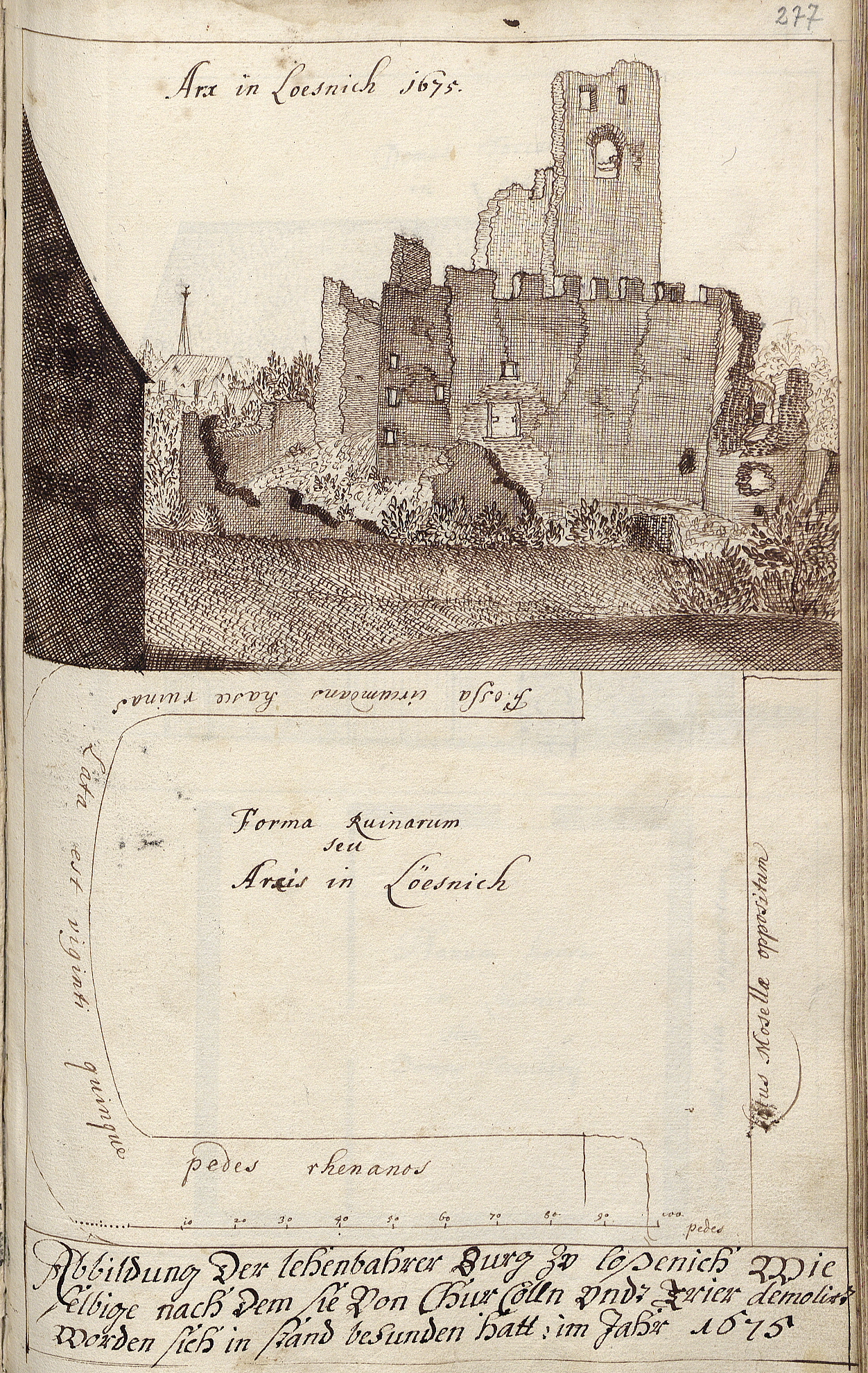
Die Burgruine Lösnich 1675 mit Größenangaben

Die Burg Lösnich in Lösnich war Stammsitz des Lösnicher Rittergeschlechtes, das 1226 erstmals urkundlich in Erscheinung trat.

## Geschichte
Die erste urkundliche Erwähnung der Burg fällt in das Jahr 1368 mit der kurkölnischen Belehnung derselben an Ritter Heinrich Beyer von Boppard und seine Frau Lisa von Lösnich. Die frühen urkundlichen Erwähnungen des Lösnicher Rittergeschlechts zurückgehend bis ins Jahr 1226 lassen darauf schließen, dass die Burg auch schon vor 1368 existiert hat. 1958 mutmaßte Kurt Böhner in seinem Textband über die fränkischen Altertümer des Trierer Landes, dass die Lösnicher Wasserburg an die Stelle eines flussnahen fränkischen Hofes getreten sein könnte, der nach fränkischem Vorbild gerne in unmittelbarer Nähe des Wassers angelegt worden sei. Dafür spricht, das ganz in der Nähe im Bereich des „Weidenrechs“ um 1900 vier fränkische Sarkophage gefunden wurden und 1937 ein fränkisches Grab im Rahmen von Ausgrabungsarbeiten des Landesmuseums Trier untersucht wurde. Genauere Beschreibungen und Skizzen der Burg finden sich aber erst im späten 17. Jahrhundert, als sie in den Besitz der Freiherrn von Metternich und von Kesselstatt kam.

## Burggebäude

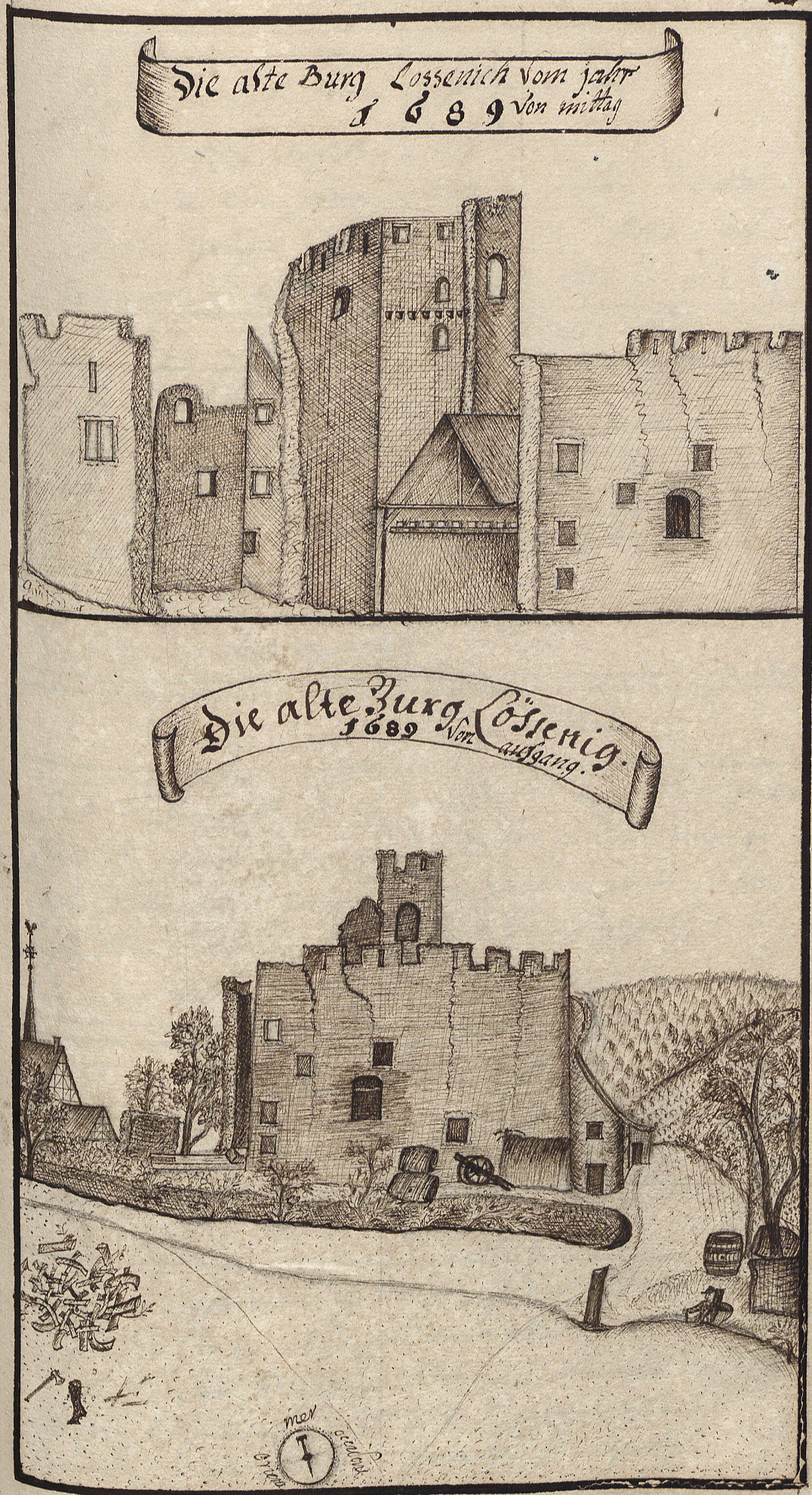
Ansichten der Burgruine Lösnich im Jahre 1689

Aus einem Lageplan des Jahres 1693 geht hervor, dass die Burg auf dem heutigen Anwesen Fährgasse 1 gegenüber dem heutigen Pfarrhaus gestanden hat. Sie umfasste innerhalb eines 25 Fuß breiten Grabens eine Fläche von etwa 100 × 100 Fuß (pedes rhenanos).
Noch heute ist von dieser Burg der imposante Kreuzgewölbekeller unter dem ehemaligen Kelterhaus und Wirtschaftsgebäude zu bewundern, das nun mehrere Ferienwohnungen beherbergt. Es handelte sich bei der Burg um eine Turmburg in Tallage, die um zusätzliche feste Wohn- und Wirtschaftsgebäude ergänzt den Wohnbedürfnissen der Ritter Rechnung trug. Im Gegensatz zu den bekannten Höhenburgen lag sie im Dorf, über das ihre Besitzer geboten, also in der Nähe ihres landwirtschaftlich genutzten Grundbesitzes. Um den Wirtschafts- und Verwaltungsfunktionen einer Burg gerecht zu werden, waren die notwendigen Gebäude zur Lagerung oder Verwertung der landwirtschaftlichen Produkte im Regelfall innerhalb des Burgbereichs untergebracht oder in unmittelbarer Nähe als abgesonderter Wirtschaftshof. So auch in Lösnich das zur Burg gehörende „Kelterhaus“, das im 17. Jahrhundert zum herrschaftlichen Wohnhaus umfunktioniert wurde, bis es schließlich im 19. Jahrhundert als Pfarrhaus Verwendung fand. Als typisch für derartige Burganlagen ist auch der umhegte Raum eines großzügig angelegten Gartens anzusehen, der oft einen Gegenpol zur zwangsläufigen Enge im befestigten Bereich der Burg bildete. In Darstellungen aus dem 17. Jahrhundert ist auch in Lösnich ein ausgedehnter Gartenbereich ausgewiesen.
Dass es sich bei der Burg selbst um eine Wohn- und Verteidigungsanlage gehandelt hat, zeigt ihre Ausstattung mit zentralem „Wohnturm“, Graben und Schildmauer. Die moselseitige Außenmauer der Burg war an ihren Enden mit zwei runden Türmen befestigt. Der Turm in nordwestlicher Richtung ragte mit seinem Fundament in diesen Keller hinein. In diesem Turm soll sich der „Kerker“ der Burg befunden haben, der beim Neubau des 1808 erweiterten Wirtschafts- und Kelterhauses angeblich zugemauert worden ist. Der kellerseitige und ebenfalls zugemauerte Eingang zu diesem Turm mit seinem noch vorhandenen Türbogen aus rotem Sandstein und einer nicht mehr eindeutig lesbaren Jahreszahl ist im Kreuzgewölbekeller noch gut zu erkennen. An der Südseite des 1808 erweiterten Kellerteils befindet sich eine Wasserstelle, die den Brunnen der ehemaligen Burg gebildet haben könnte. In der Mitte der Burg erhob sich ein quadratischer Bergfried, an den sich ein niedriges Wohngebäude anschloss. Westlich der Burg im Bereich der Obergasse befand sich auch eine alte Mühle. Der Kirch- und Mühlengraben, heute in diesem Bereich verrohrt, versorgte den sogenannten Mühlenteich, der das notwendige Wasser zum Betrieb der Mühle lieferte.

## Wirtschaftsgebäude

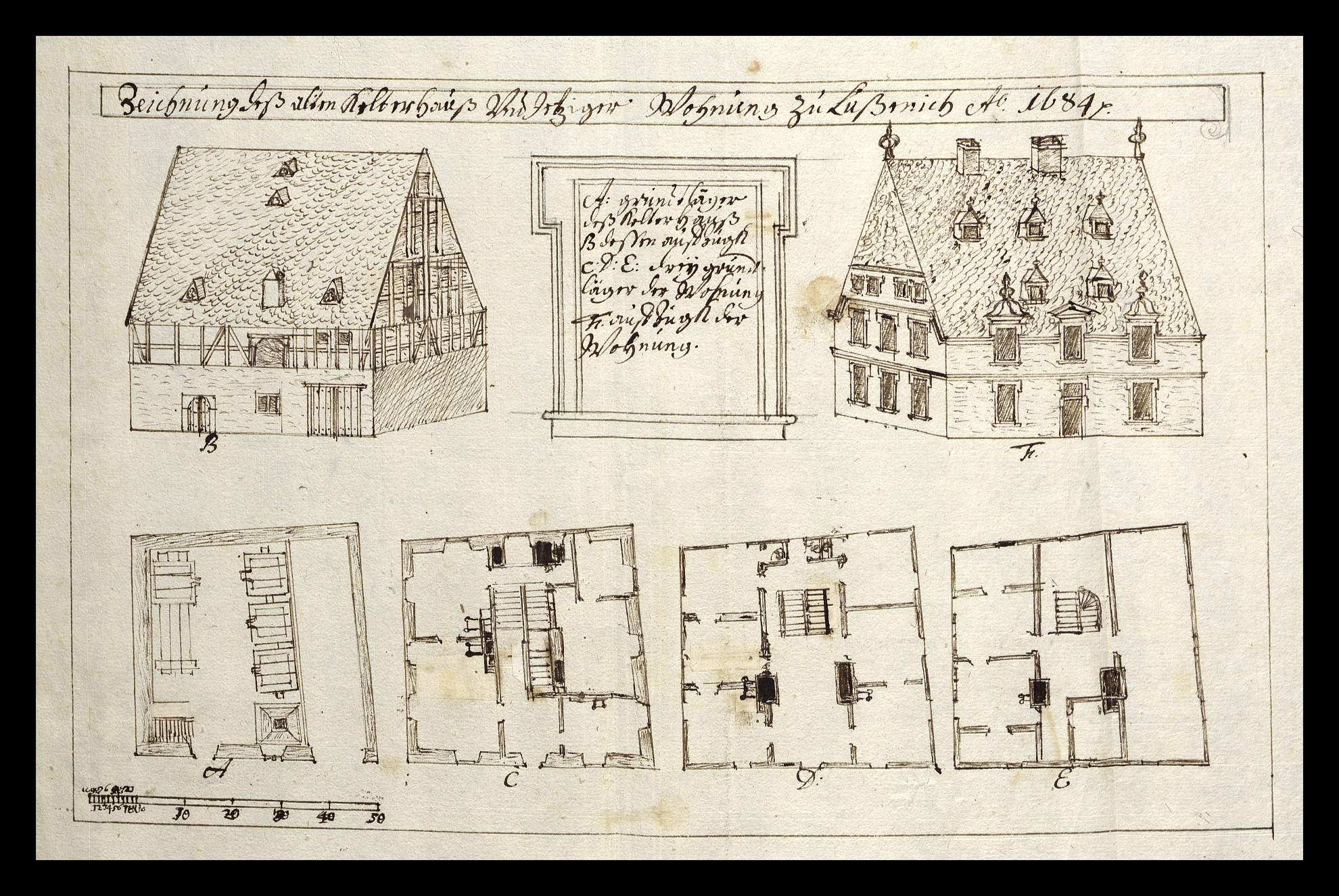
Darstellung von 1684 zum Umbau des alten Kelterhauses der Burg Lösnich zum herrschaftlichen Wohnhaus

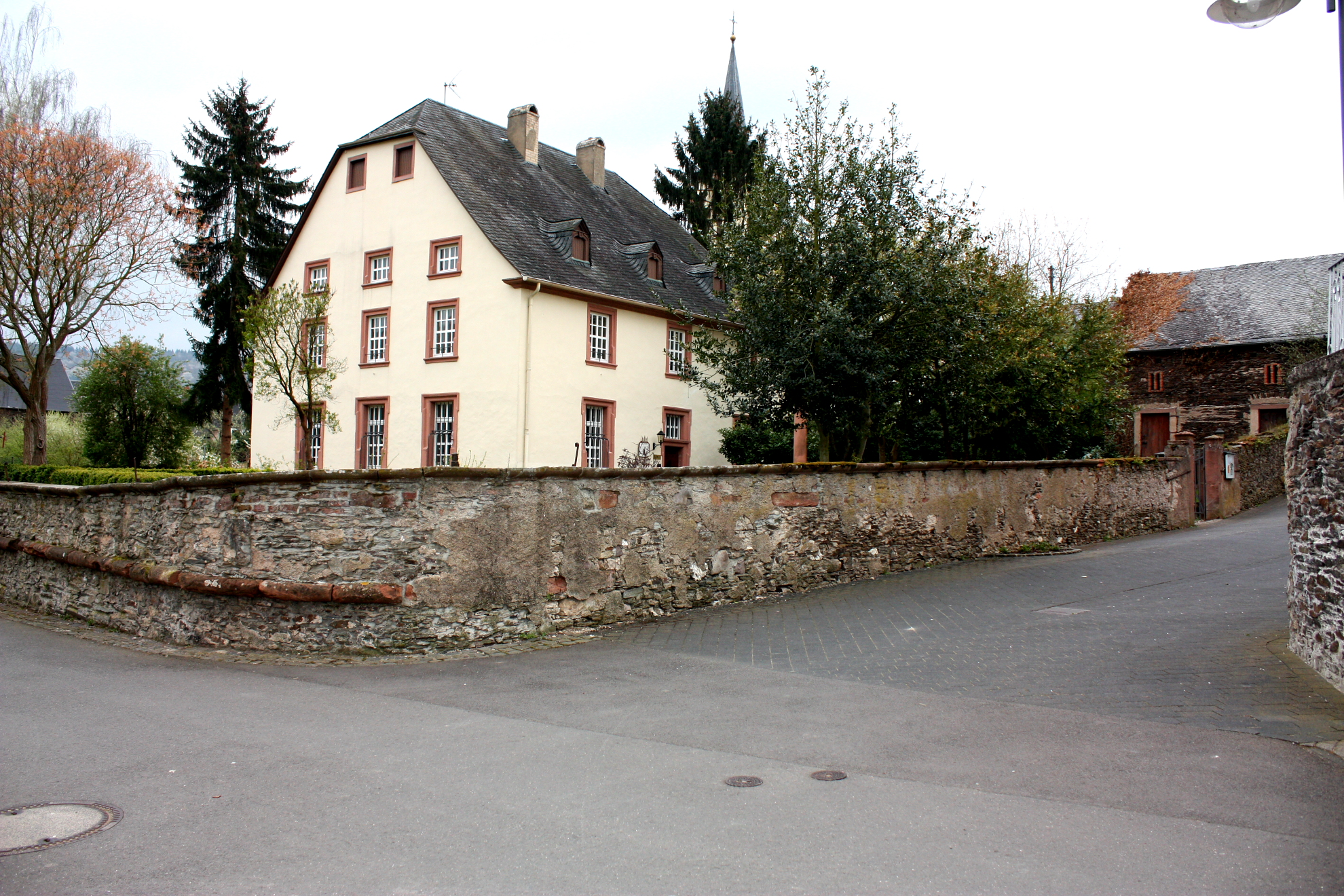
Ansicht des herrschaftlichen Wohnhauses der Burg Lösnich 2012

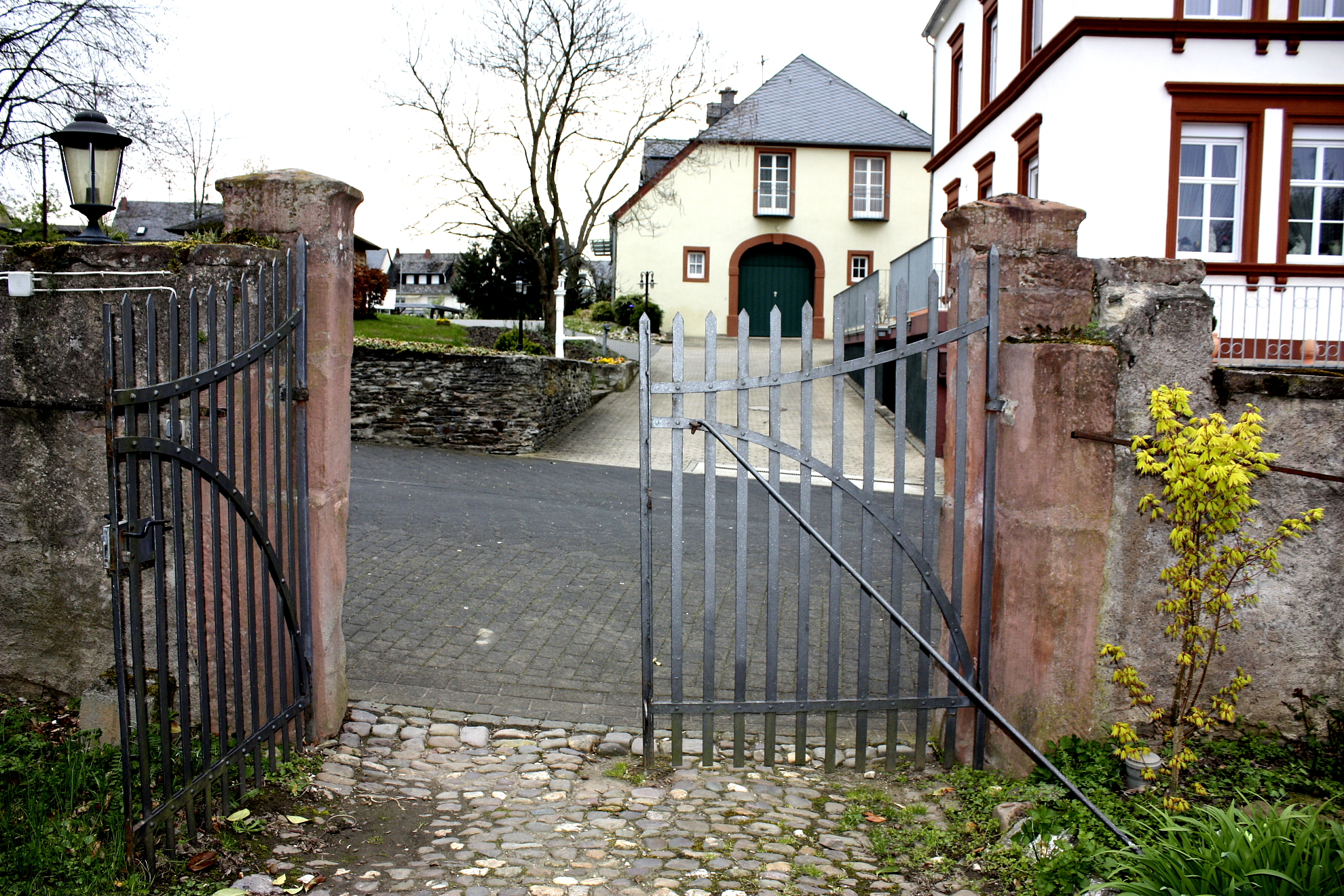
Blick vom alten Kelterhaus zum neuen ehemaligen Kelterhaus (hinten) der Lösnicher Burg

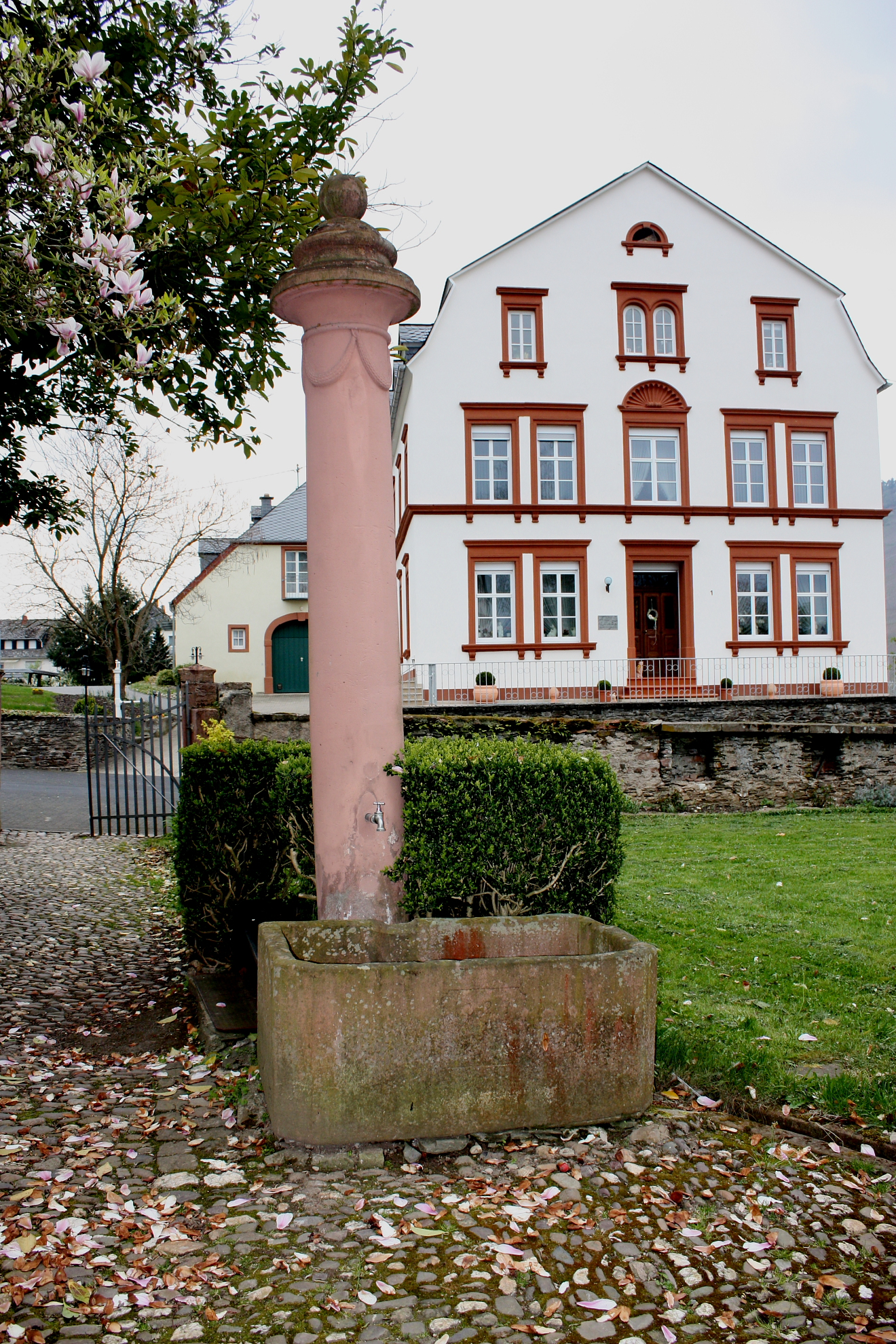
Brunnensäule vor dem herrschaftlichen Wohnhaus der Reichsgrafen von Kesselstatt mit den Initialen GVK

Das „Alte Pfarrhaus“, ein zweigeschossiger massiver Bau, in östlicher Richtung gegenüber der damaligen Burg gelegen, inmitten eines großen Gartengeländes, diente 1683/84 noch als herrschaftliches Kelterhaus. Erst durch Freiherrn Wolf Heinrich von Metternich wurde dieser Bau, der bis dahin insgesamt vier Kelter beherbergte, in ein Wohnhaus umgewandelt.
Die Grundrisse zeigen, dass sich das Gebäude in seiner inneren und äußeren Struktur bis heute ohne große Veränderungen erhalten hat. In seiner Bauart entspricht es den ehemaligen Amtshäusern in Zeltingen, Bernkastel und Wehlen, die ebenfalls zum Ende des 17. Jahrhunderts entstanden sind. Die oben abgewalmten Giebel, die dreiachsigen Seiten, die rechteckigen Fenster in Hausteingewände mit mächtigen Eisengittern versehen sowie der breite Mittelflur, die Steinkamine und stucküberzogenen Balkendecken und nicht zuletzt die sehr massive Holztreppe mit gut geschnitztem Anfänger verkörpern typische Merkmale der Bauweise des ausgehenden 17. Jahrhunderts. Nicht zu übersehen ist beim Betreten des Gartens kurz vor der Eingangstür des Pfarrhauses die schöne Brunnensäule zur linken Seite. Gehauen aus rotem Sandstein ist sie gekrönt von einer Kugel mit Girlandenschmuck.
Noch gut erkennbar am rechteckigen Brunnentrog ist die Jahreszahl 1827 mit den Initialen „G.v.K“ des Freiherrn und Grafen Georg von Kesselstatt. Skizzen der Burg aus den Jahren 1675 und 1689 zeigen die bereits zerstörte Burg und können nur einen begrenzten Eindruck vom ursprünglichen Aussehen dieser spätmittelalterlichen Anlage geben. Der bereits erwähnte Bergfried in der Mitte der Anlage mit den noch erkennbaren Resten der Burgmauer und der Burggraben deuten darauf hin, dass es sich hier um eine befestigte Anlage handelte. Wann die Burg genau erbaut worden ist, kann nicht mehr festgestellt werden.

## Besetzungen der Burg
Wie viele andere Burgen und Schlösser im Moseltal ereilte auch die Lösnicher Burg das Schicksal mehrfacher Besetzung und schließlich ihrer Zerstörung infolge der Wirren des Dreißigjährigen Krieges.
Nach dem Aussterben der Beyer von Boppard erbten die Burg als kurkölnisches Lehen im 16. Jahrhundert die Freiherren später Grafen von Chrichingen zu drei Vierteln und zu einem Viertel die Familie von Esch zu Selheim. 1622 waren es Kurkölnische Rachtiger und Zeltinger „Schützen“, die den damals Chrichingischen Bediensteten aus der Burg Lösnich vertrieben. Graf Lothar von Chrichingen eroberte die Burg wieder zurück und zwang die Besatzer zum Rückzug.
Schwedische und französische Truppen, die durch die Mosellande zogen, ließen in der Folgezeit die Burg ebenfalls nicht unbeschadet und besetzten und plünderten sie. Während des Krieges, um das Jahr 1637, waren die drei Grafen von Chrichingen, Franz Ernst, Peter Ernst und Lotharius nacheinander verstorben und ließen zwei minderjährige Kinder zurück. Im selben Jahr erschien ein Herr Hausmann von Namedy („Husmann zu Namedy“), begleitet von einem kaiserlichen „Commissario“ mit einem Donationsbrief über die Herrschaft Lösnich, um die Burg in Besitz zu nehmen. Der damalige criechingische Bedienstete Linius widersetzte sich jedoch und schickte seinerseits ein Bittgesuch an Kurköln, Herrschaft und Burg Lösnich vor derartigen Bedrängungen zu schützen. Auf dieses Bittgesuch erfolgte jedoch eine seltsame Reaktion.
Gleich nach dem Herbst 1637 kam ein kurkölnischer Commissarius nach Lösnich, setzte den chrichingischen Bediensteten in der Burg ab und zog die zur Burg gehörigen Feudal- und Allodialgüter ein. Von Kurköln wurden diese Güter bald darauf einem Herrn „Baron de Logier“ übergeben. Die Friedenshoffnungen, die durch den Abschluss des Westfälischen Friedens 1648 auch im Mosel- und Eifelgebiet genährt wurden, sind aber noch Jahre danach enttäuscht worden. Durch den weiter andauernden Französisch-Spanischen Krieg, der wiederholt auf die Gegend übergriff, zogen plündernde und brandschatzende Truppen noch lange umher und verbreiteten Angst und Schrecken unter der Bevölkerung.

## Zerstörung der Burg
1652 besetzte der sich in dieser Gegend umhertreibende Gubernator zu Diedenhofen, auch genannt „Comte de Marolles“, die Lösnicher Burg, steckte sie in Brand und „demolierte“ sie angeblich mit Hilfe der benachbarten kurtrierischen und kurkölnischen Untertanen. Ein Wiederaufbau der Burg in ursprünglichen Form ist daraufhin nicht mehr erfolgt, wie die Abbildungen der Anlage aus dem späten 17. Jahrhundert bezeugen.